# Swingfly
Swingfly, pseudonimo di Ricardo DaSilva II (New York, 17 settembre 1969), è un rapper statunitense naturalizzato svedese.

## Biografia
Nato a New York, Ricardo DaSilva II è salito alla ribalta nel 1995 sotto lo pseudonimo di Swing grazie al singolo Sweet Dreams, realizzato con la partecipazione di Dr. Alban, che si è posizionato al 12º posto nella classifica svedese e al 44º in quella olandese. Il suo primo album in studio God Bless the IRS è stato supportato dagli estratti Something's Got Me Started, Save the Trees, Singing That Melody, Winner e Touch and Go.
Nel 2011 ha partecipato alla cinquantunesima edizione del Melodifestivalen, dove ha cantato Me and My Drum. Con questo si è classificato secondo nella prima semifinale. Da qui è passato alla finale tenutasi a Stoccolma, seppur finenendo quinto con un totale di 93 punti ottenuti tra le giurie e il televoto. Nonostante ciò, il brano è arrivato 2º nella Sverigetopplistan, regalando al rapper il suo posizionamento più alto in classifica e venendo certificato disco di platino dalla IFPI Sverige con 40 000 copie vendute. L'anno seguente è stato pubblicato il suo secondo disco Awesomeness - An Introduction to Swingfly, che è arrivato 12º nella classifica degli album svedese.

## Discografia

### Album in studio
- 2009 – God Bless the IRS
- 2012 – Awesomeness - An Introduction to Swingfly

### Singoli
- 1991 – Smoke 'em Swing
- 1991 – Timebomb
- 1995 – Sweet Dreams (feat. Dr. Alban)
- 1997 – Street Life (feat. Lutricia McNeal)
- 2000 – S.W.I.N.G - Fly
- 2002 – Come Get It (feat. 8-Off Agallah & AYO)
- 2002 – It's Alright (feat. Dappa Don)
- 2006 – Something's Got Me Started
- 2006 – Save the Trees
- 2008 – Singing That Melody
- 2008 – Winner
- 2009 – Touch and Go
- 2011 – Me and My Drum (feat. Christoffer Hiding)
- 2011 – Little Did I Know (feat. Pauline & Christoffer Hiding)
- 2013 – God Damn Beautiful
- 2016 – You Carved Your Name (feat. Helena Gutarra)